# 吉普龙韦勒
吉普龙韦勒（法語：Guipronvel，法語發音：[ɡipʁɔ̃vɛl]）是法国菲尼斯泰尔省的一个旧市镇，属于布雷斯特区。2017年，吉普龙韦勒与市镇米利扎克合并为新市镇米利扎克-吉普龙韦勒，吉普龙韦勒为新市镇行政中心。

## 地理
吉普龙韦勒（48°29'27"N, 4°34'28"W）面积8.39 平方千米，位于法国布列塔尼大區菲尼斯泰尔省，该省份为法国最西部的省份，位于布列塔尼半岛西部，北西南三面环大西洋，东临阿摩尔滨海省和莫尔比昂省。
与吉普龙韦勒接壤的市镇（或旧市镇、城区）包括：科阿特梅阿勒、米利扎克、普卢甘、特雷韦尔加特。

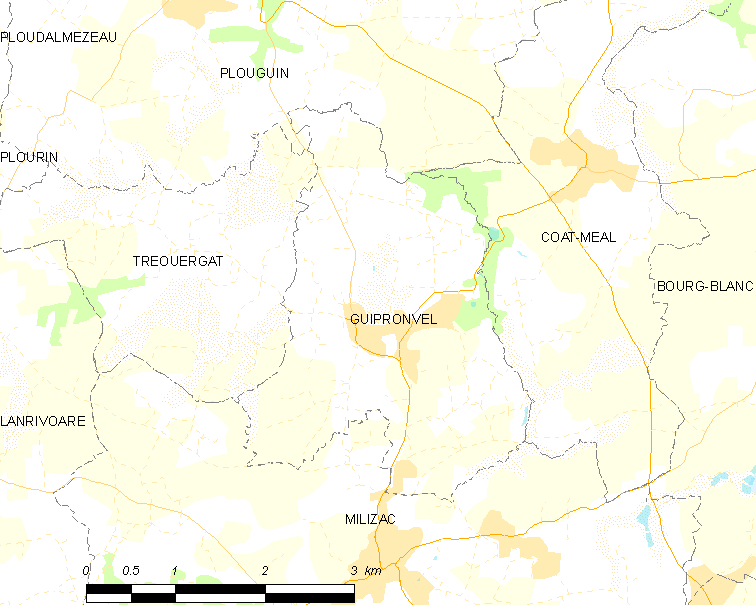
吉普龙韦勒的OSM定位图

吉普龙韦勒的时区为UTC+01:00、UTC+02:00（夏令时）。

## 行政
吉普龙韦勒的邮政编码为29290，INSEE市镇编码为29076。

## 政治
吉普龙韦勒所属的省级选区为圣勒南县。

## 人口

1962-2008年间吉普龙韦勒人口变化图示

吉普龙韦勒于2018年1月1日时的人口数量为802人。